# ネクタネボ2世
ネクタネボ2世（英:Nectanebo II, 在位:紀元前360年 - 342年）は、エジプト第30王朝最後のファラオかつ最後のエジプト人のファラオ。

## 概要

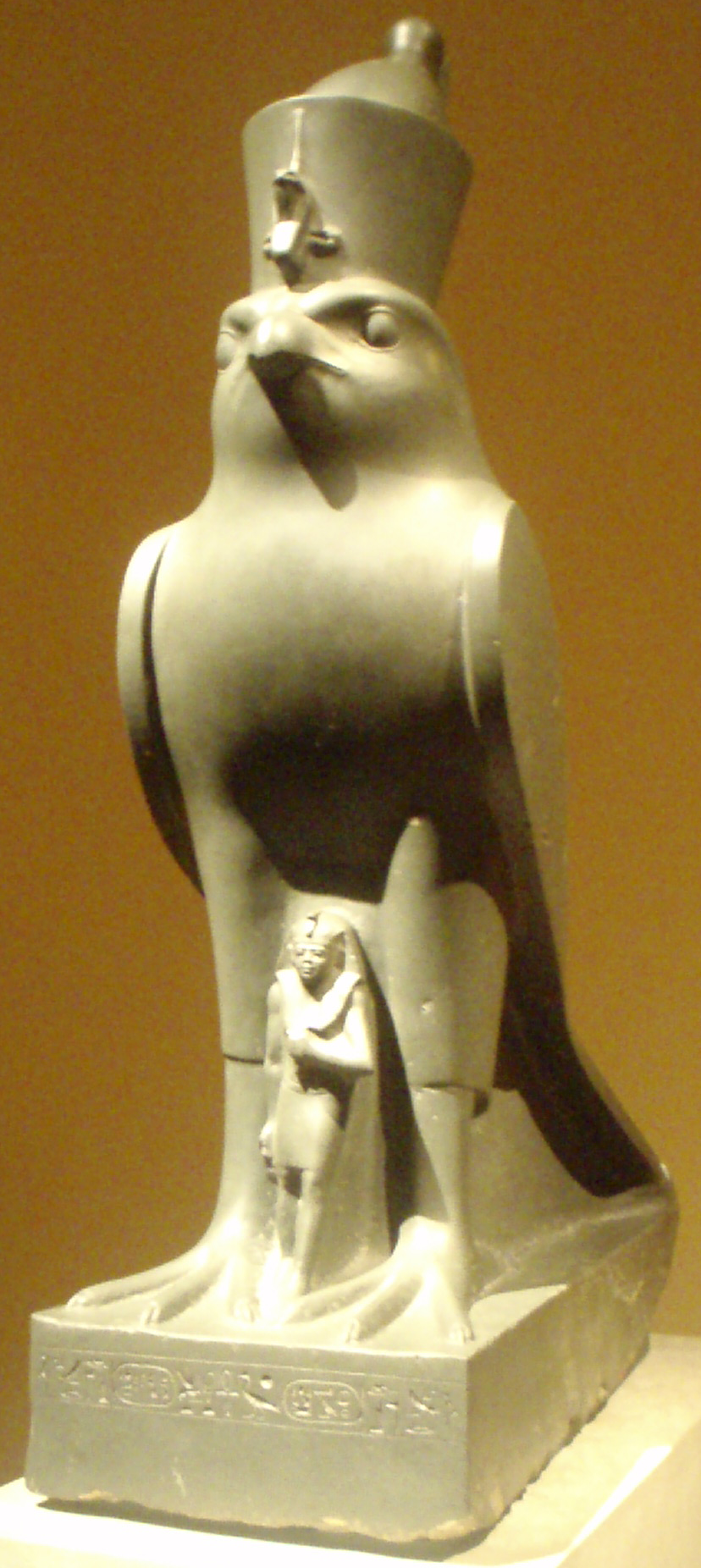
ネクタネボ2世を守護するラー・ホルアクティ像

ネクタネボ2世の下、エジプトは繁栄した。ネクタネボ2世は、前王のネクタネボ1世と同様に、古代エジプトの宗教における多くの神々を崇拝し、100以上のエジプトの遺跡にその痕跡を残した。ネクタネボ2世の時代には、エジプトの芸術家たちが独自のスタイルを確立し、そのプトレマイオス王国のレリーフに受け継がれている。さらに、ネクタネボ1世よりも多くの建設や修復を行い、特に巨大なエジプトのイシス神殿（イセウム）の建設を行ったとされる。
ネクタネボ2世は数年間、エジプトをアケメネス朝ペルシャから守り通していた。
しかし、ネクタネボ2世は、かつての部下である傭兵のロドスのメントルに裏切られ、紀元前343年のペルシウムの戦いでペルシャ軍とギリシャ軍の連合軍に敗れた。ペルシャ軍はメンフィスを占領した後エジプト全土を占領し、アルタクセルクセス3世の下でアケメネス朝に組み込まれた。ネクタネボ2世は南(上エジプト)に逃れてしばらく勢力を保っていたようであるが、その後の消息は不明である。

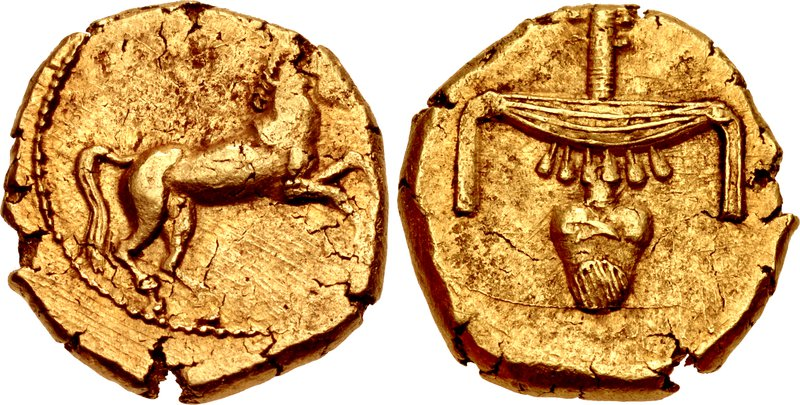
ネクタネボ2世の金貨